# Amateurfunkdienst über Satelliten

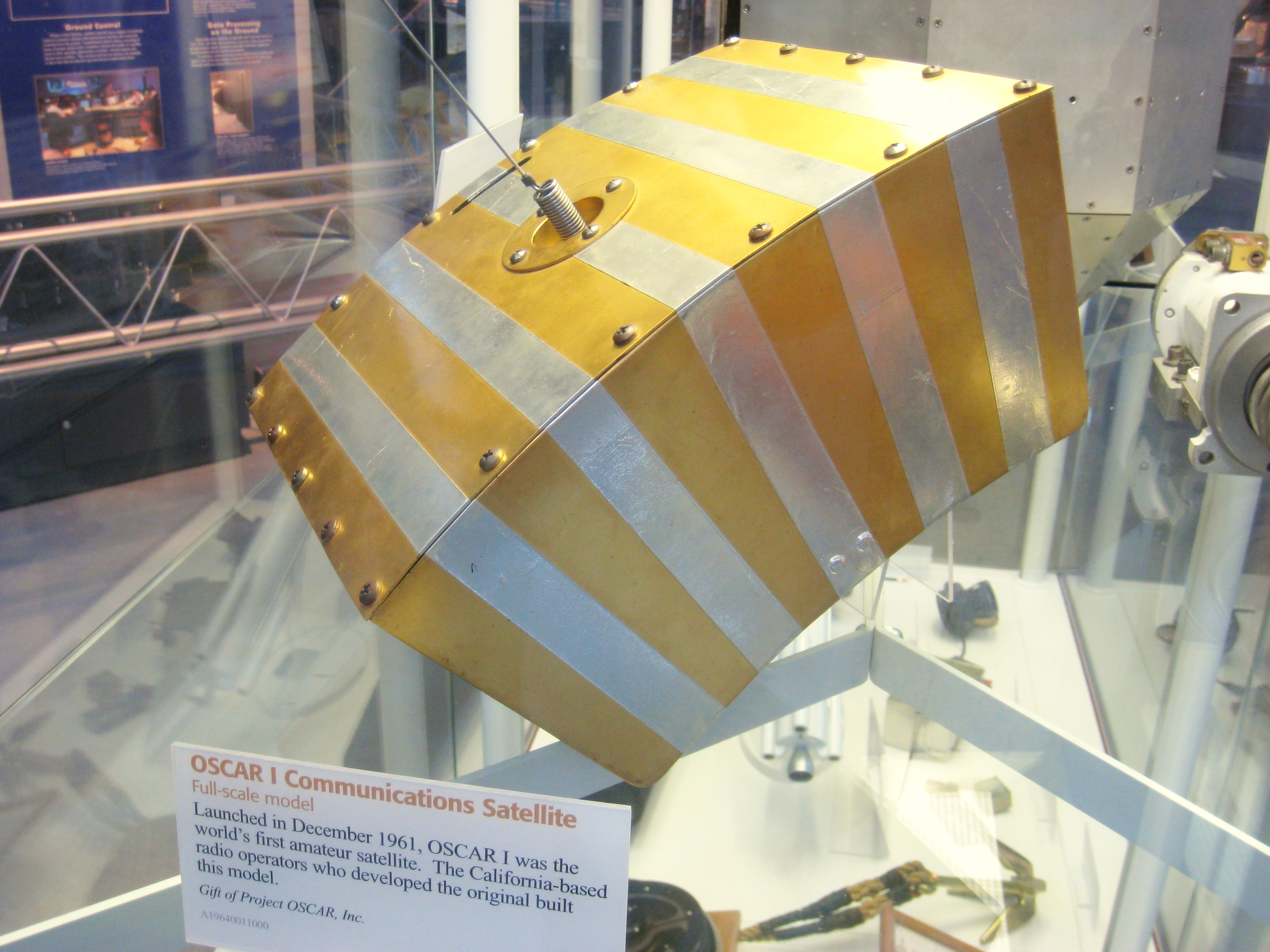
Erster Amateurfunksatellit OSCAR 1, 1961

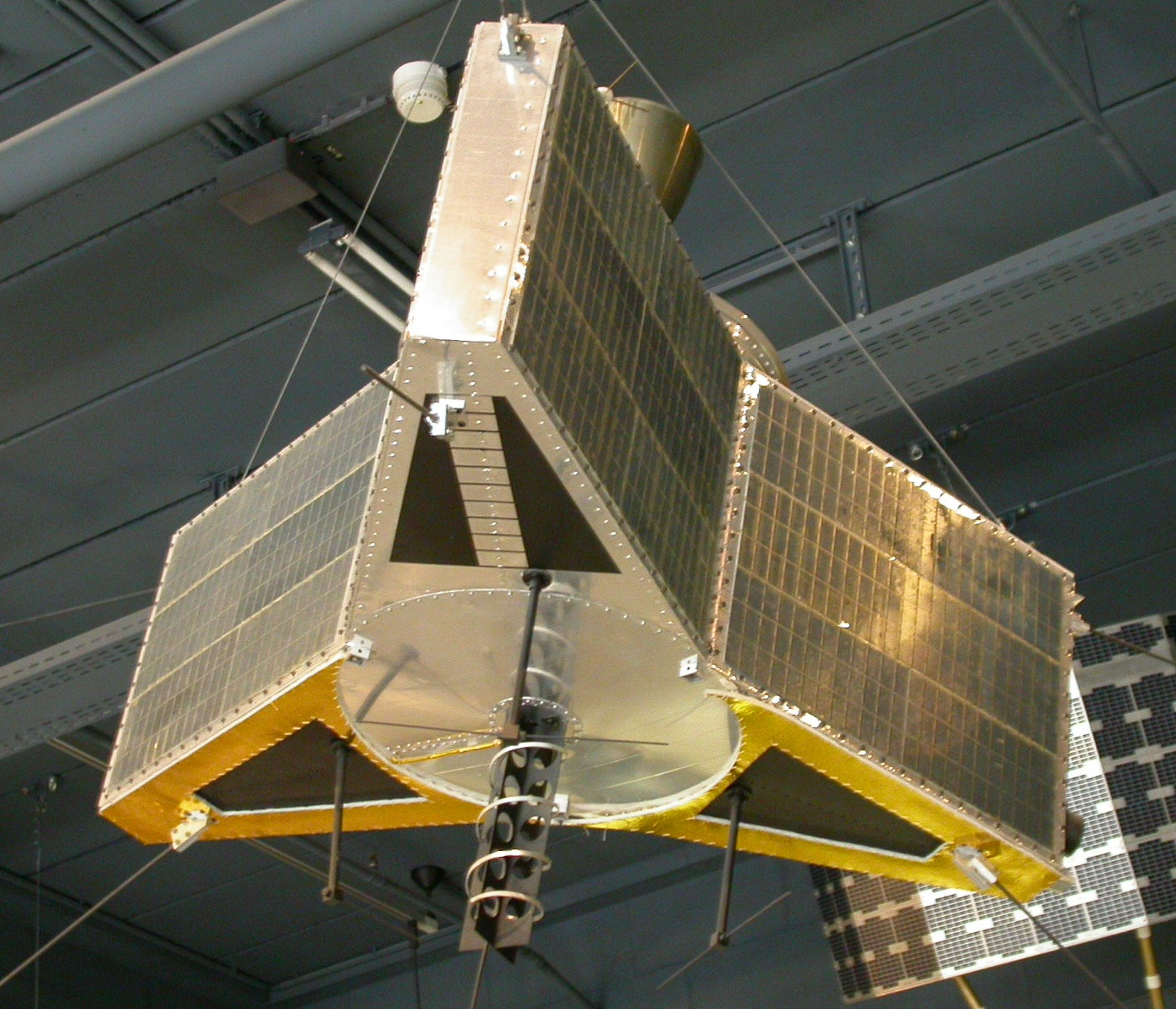
Amateurfunksatellit OSCAR 10, Start 1983

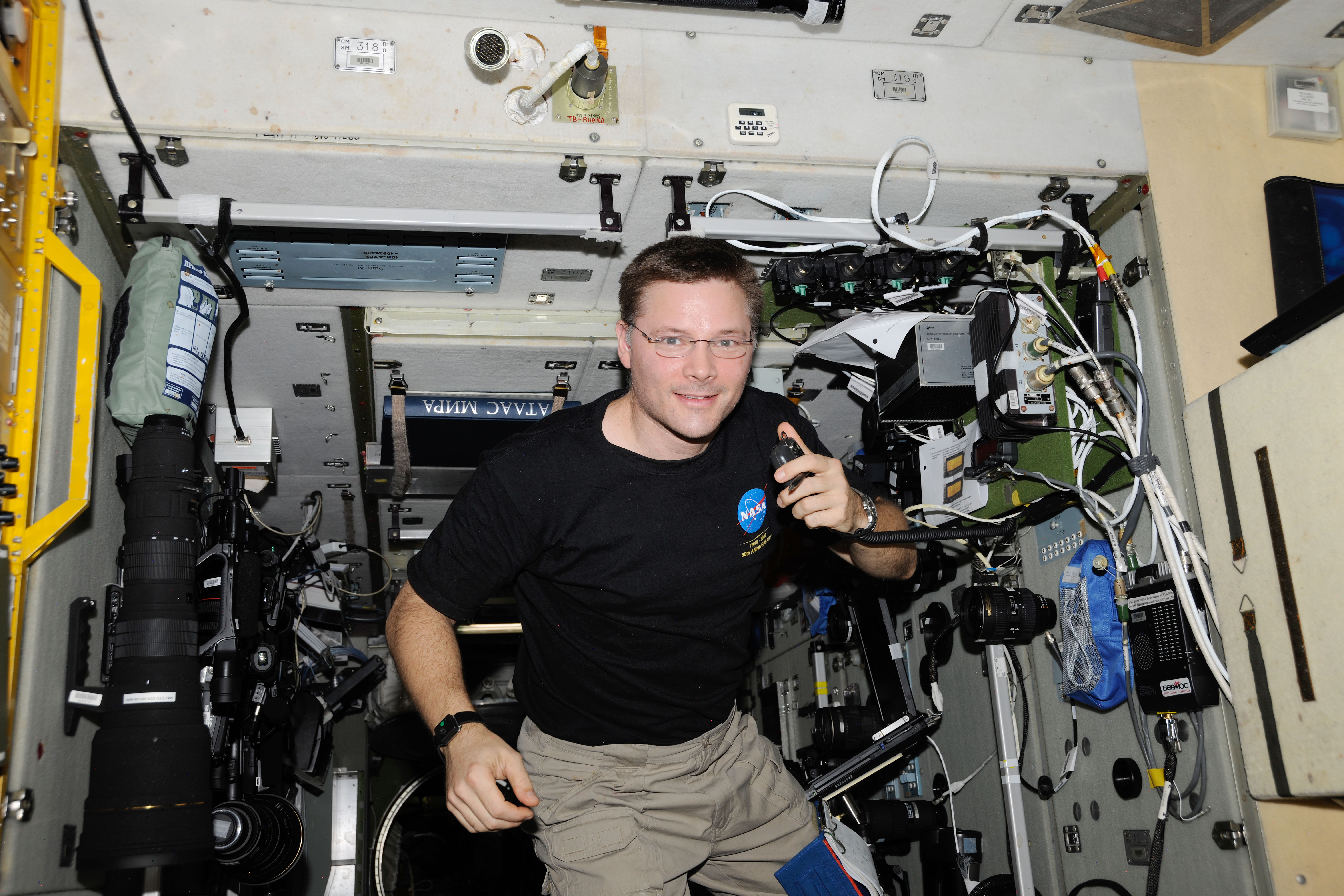
NASA-Astronaut Col. Doug Wheelock, KF5BOC, Bordingenieur der Expedition 24, an der Weltraumfunkstelle NA1SS im Swesda-Modul der International Space Station, 2010

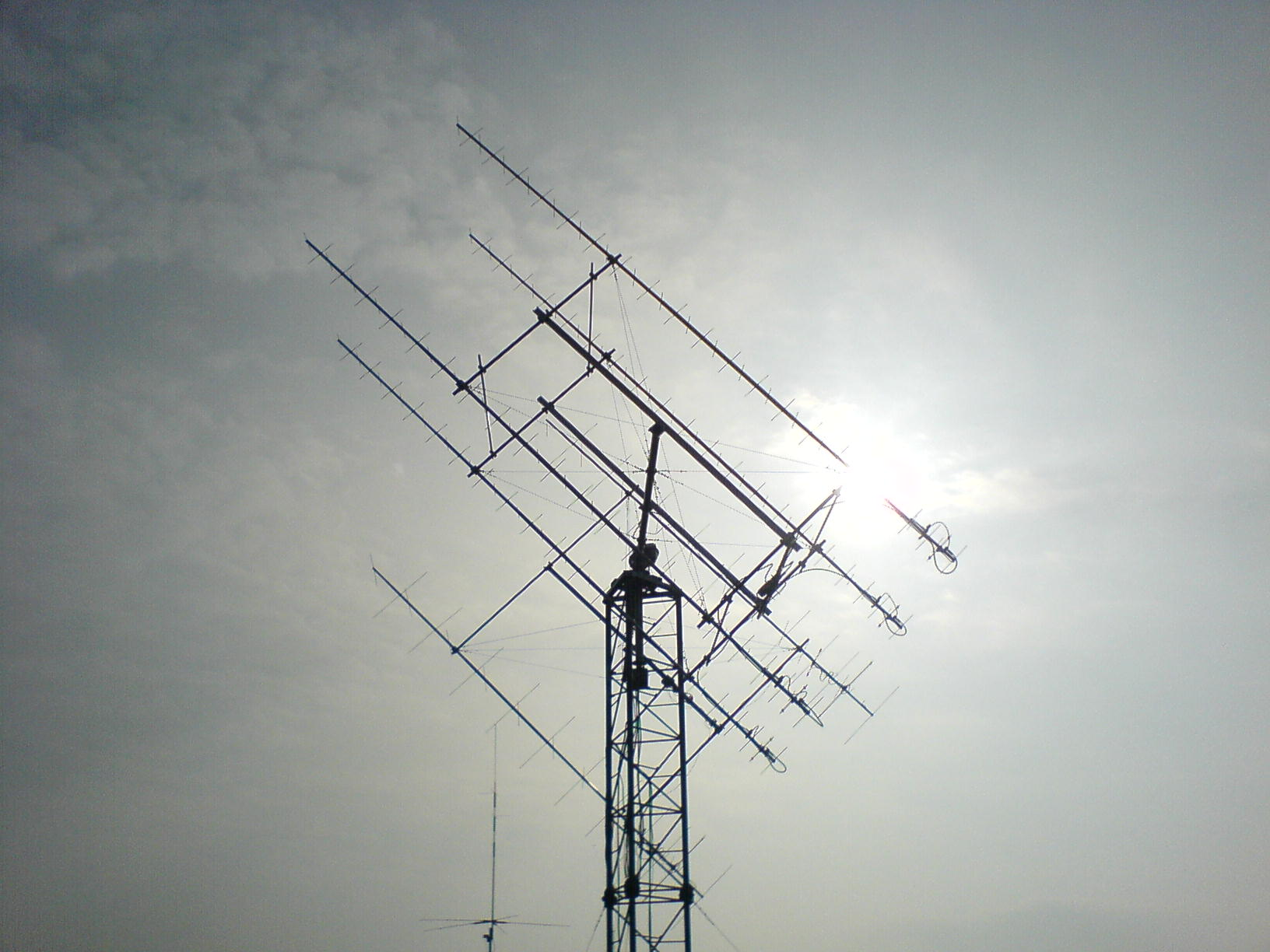
Antennenfeld der Amateurfunkstelle an der ETH Lausanne

Der Amateurfunkdienst über Satelliten (englisch amateur-satellite service) ist gemäß 1982 eingeführter Definition der Internationalen Fernmeldeunion ein Funkdienst der den gleichen Zwecken dient wie der Amateurfunkdienst, bei dem für diese Zwecke jedoch Weltraumfunkstellen an Bord von Erdsatelliten benutzt werden.
Amateurfunksatelliten werden auch als OSCAR (Orbiting Satellite Carrying Amateur Radio) bezeichnet.

## Frequenzbereiche
Diesem Funkdienst stehen in der ITU-Region 1 und insbesondere auf deutschem Hoheitsgebiet u. a. folgende Frequenzbereiche zur Verfügung:

### Frequenzbereiche (in kHz)
| Zuweisung an Funkdienste gemäß VO Funk | Zuweisung an Funkdienste gemäß VO Funk | Zuweisung an Funkdienste gemäß VO Funk              | Zuweisung an Funkdienste gemäß VO Funk | Zuweisung an Funkdienste gemäß VO Funk     |
| Deutschland                            | Deutschland                            | Deutschland                                         | Nutzer                                 | Bemerkung                                  |
| -------------------------------------- | -------------------------------------- | --------------------------------------------------- | -------------------------------------- | ------------------------------------------ |
| 19                                     | 130–148,5                              | Amateurfunkdienst D67A                              | ziv., mil.                             | zivile Nutzer militärische Nutzung D64 2 5 |
| 28                                     | 472–479                                | Amateurfunkdienst D80A                              | ziv., mil.                             | D82 2 5                                    |
| 37                                     | 1 810–1 850                            | AMATEURFUNKDIENST                                   | ziv., mil.                             | 2 5                                        |
| 38                                     | 1 850–1 890                            | Amateurfunkdienst D96                               | ziv., mil.                             | 2 5                                        |
| 39                                     | 1 890–2 000                            | Amateurfunkdienst D96                               | ziv., mil.                             | 2 5                                        |
| 59                                     | 3 500–3 800                            | AMATEURFUNKDIENST                                   | ziv.                                   | 2 3 5                                      |
| 86                                     | 7 000–7 100                            | AMATEURFUNKDIENST AMATEURFUNKDIENST ÜBER SATELLITEN | ziv.                                   | 2 5                                        |
| 87                                     | 7 100–7 200                            | AMATEURFUNKDIENST                                   | ziv.                                   | 2 5                                        |
| 104                                    | 10 100–10 150                          | Amateurfunkdienst                                   | ziv., mil.                             | 2 5                                        |
| 125                                    | 14 000–14 250                          | AMATEURFUNKDIENST AMATEURFUNKDIENST ÜBER SATELLITEN | ziv.                                   | 2 5                                        |
| 126                                    | 14 250–14 350                          | AMATEURFUNKDIENST AMATEURFUNKDIENST ÜBER SATELLITEN | ziv.                                   | 2 5                                        |
| 145                                    | 18 068–18 168                          | AMATEURFUNKDIENST AMATEURFUNKDIENST ÜBER SATELLITEN | ziv., mil.                             | 2 5                                        |
| 155                                    | 21 000–21 450                          | AMATEURFUNKDIENST AMATEURFUNKDIENST ÜBER SATELLITEN | ziv.                                   | 2 5 8                                      |
| 168                                    | 24 890–24 990                          | AMATEURFUNKDIENST AMATEURFUNKDIENST ÜBER SATELLITEN | ziv., mil.                             | 2 5                                        |

Anmerkung zur Schreibweise …
- … mit GROSSBUCHSTABEN: Primärfunkdienst
- … in Normalschreibweise: Sekundärfunkdienst

### Frequenzbereiche (in MHz)
| Zuweisung an Funkdienste gemäß VO Funk | Zuweisung an Funkdienste gemäß VO Funk | Zuweisung an Funkdienste gemäß VO Funk                                         | Zuweisung an Funkdienste gemäß VO Funk | Zuweisung an Funkdienste gemäß VO Funk |
| Deutschland                            | Deutschland                            | Deutschland                                                                    | Nutzer                                 | Bemerkung                              |
| -------------------------------------- | -------------------------------------- | ------------------------------------------------------------------------------ | -------------------------------------- | -------------------------------------- |
| 182                                    | 28–29,7                                | AMATEURFUNKDIENST AMATEURFUNKDIENST ÜBER SATELLITEN                            | ziv.                                   | 2 3 5 8                                |
| 211                                    | 144–146                                | AMATEURFUNKDIENST AMATEURFUNKDIENST ÜBER SATELLITEN                            | ziv.                                   | 3 5 31                                 |
| 247                                    | 430–440                                | AMATEURFUNKDIENST                                                              | ziv.                                   | D150 D282 3 5 10 19 31                 |
| 255                                    | 1 240–1 250                            | Amateurfunkdienst                                                              | mil.                                   | 5 13 31                                |
| 256                                    | 1 250–1 260                            | Amateurfunkdienst                                                              | mil.                                   | 5 31                                   |
| 257                                    | 1 260–1 300                            | Amateurfunkdienst                                                              | mil.                                   | D282 5 13 23 31                        |
| 301                                    | 2 320–2 400                            | Amateurfunkdienst                                                              | ziv., mil.                             | 5 31                                   |
| 302                                    | 2 400–2 450                            | Amateurfunkdienst                                                              | ziv., mil.                             | D150 D282 10 26 31                     |
| 315                                    | 3 400–3 475                            | Amateurfunkdienst                                                              | ziv.                                   | 5 31 33                                |
| 334                                    | 5 650–5 725                            | Amateurfunkdienst                                                              | mil.                                   | D282 5 13 31                           |
| 335                                    | 5 725–5 755                            | Amateurfunkdienst                                                              | mil.                                   | D150 10 13 31                          |
| 336                                    | 5 755–5 830                            | Amateurfunkdienst                                                              | ziv., mil.                             | D150 10 31                             |
| 337                                    | 5 830–5 850                            | Amateurfunkdienst Amateurfunkdienst über Satelliten (Richtung Weltraum – Erde) | ziv., mil.                             | D150 10 31                             |

In den Bereichen 435–438 MHz, 1260–1270 MHz (nur Downlink), 2400–2450 MHz und 5650–5670 MHz (nur Downlink) können die nationalen Fernmeldeverwaltungen den Amateurfunkdienst über Satelliten zusätzlich zulassen.

### Frequenzbereiche (in GHz)
| Zuweisung an Funkdienste gemäß VO Funk | Zuweisung an Funkdienste gemäß VO Funk | Zuweisung an Funkdienste gemäß VO Funk                      | Zuweisung an Funkdienste gemäß VO Funk | Zuweisung an Funkdienste gemäß VO Funk |
| Deutschland                            | Deutschland                            | Deutschland                                                 | Nutzer                                 | Bemerkung                              |
| -------------------------------------- | -------------------------------------- | ----------------------------------------------------------- | -------------------------------------- | -------------------------------------- |
| 360                                    | 10–10,4                                | Amateurfunkdienst 13                                        | mil.                                   | 5 31                                   |
| 361                                    | 10,4–10,45                             | Amateurfunkdienst                                           | ziv.                                   | 5 31                                   |
| 362                                    | 10,45–10,5                             | Amateurfunkdienst Amateurfunkdienst über Satelliten         | mil.                                   | 5 31                                   |
| 402                                    | 24–24,05                               | AMATEURFUNKDIENST AMATEURFUNKDIENST ÜBER SATELLITEN         | ziv.                                   | D150 10 31 34                          |
| 403                                    | 24,05–24,25                            | Amateurfunkdienst Amateurfunkdienst über Satelliten (aktiv) | ziv., mil.                             | D150 10 31 34                          |
| 435                                    | 47–47,2                                | AMATEURFUNKDIENST AMATEURFUNKDIENST ÜBER SATELLITEN         | ziv.                                   | 5 31                                   |
| 456                                    | 76–77,5                                | Amateurfunkdienst Amateurfunkdienst über Satelliten         | ziv.                                   | D149 5 31                              |
| 457                                    | 77,5–78                                | Amateurfunkdienst Amateurfunkdienst über Satelliten         | ziv.                                   | D149 5 31                              |
| 458                                    | 78–79                                  | Amateurfunkdienst Amateurfunkdienst über Satelliten         | ziv., mil.                             | D149 D560 5 31                         |
| 459                                    | 79–81                                  | Amateurfunkdienst Amateurfunkdienst über Satelliten         | ziv., mil.                             | D149 5 31                              |
| 474                                    | 122,25–123                             | Amateurfunkdienst                                           | ziv.                                   | D138 10 31                             |
| 478                                    | 134–136                                | AMATEURFUNKDIENST AMATEURFUNKDIENST ÜBER SATELLITEN         | ziv.                                   | 5 31                                   |
| 479                                    | 136–141                                | Amateurfunkdienst Amateurfunkdienst über Satelliten         | ziv.                                   | D149 5 31                              |
| 505                                    | 241–248                                | Amateurfunkdienst Amateurfunkdienst über Satelliten         | ziv., mil.                             | D138 D149 5 10 31                      |
| 506                                    | 248–250                                | AMATEURFUNKDIENST AMATEURFUNKDIENST ÜBER SATELLITEN         | ziv.                                   | D149 5 31                              |
| 511                                    | 275–3 000                              | Amateurfunkdienst                                           | ziv.                                   | D565 5 31                              |